# Долно Тлъмино
Долно Тлъмино (на сръбски: Доње Тламино или Donje Tlamino) е село в Община Босилеград, Сърбия.

## История
В регистър на джелепкешани от 1576 г. селото е отбелязано като Долна Тълмина, част от каза Илидже. Посочени са Поп Доин и Пею Вела, натоварени да доставят по 40 овце.

## Население
- 1948 – 509
- 1953 – 579
- 1961 – 474
- 1971 – 414
- 1981 – 332
- 1991 – 271
- 2002 – 211
- 2011 – 163

## Етнически състав
(2002)
- 92,89% българи
- 5,68% сърби
- 0,47% македонци

## Личности
Родени в Долно Тлъмино
- Санде Цветанов (1897 – 18 ноември 1925), български революционер, деец на ВМРО и ВЗРО, роден в Горно или Долно Тлъмино[3]